# Ixodes kuntzi
Ixodes kuntzi este o specie de căpușe din genul Ixodes, familia Ixodidae, descrisă de Harry Hoogstraal și Glen M. Kohls în anul 1965. Conform Catalogue of Life specia Ixodes kuntzi nu are subspecii cunoscute.